# Bokmål
 Der er for få eller ingen kildehenvisninger i denne artikel, hvilket er et problem. Du kan hjælpe ved at angive troværdige kilder til de påstande, som fremføres i artiklen.

Bokmål er den mest udbredte af de to norske officielle målformer, den anden er nynorsk. Bokmål anslås til at skrives af 85%–90% af befolkningen uafhængig af dialekt og er den målform, der normalt læres af udenlandske studenter.
Officielt bruges navnet bokmål kun om skriftsproget, samt det skriftbundne sprog i medierne og på teaterscenen og universiteterne, men i virkeligheden har bokmål et levende talesprogsgrundlag i de østnorske byer og de højere sociale lag i Bergen og Trondheim. Der findes ikke noget alment accepteret fællesnavn for skrevet og talt bokmål, men denne artikel omhandler også talesproget, der i Norge ofte kaldes østnorsk standardsprog. Det er ikke undersøgt, hvor mange nordmænd, der har bokmål som modersmål, men sprogforskeren Kjell Venås har anslået, at der kan være tale om mere end 20% af befolkningen, det vil sige omkring én million mennesker.

## Om navnet
Bokamál blev i gammelnorsk brugt om latin og kirkesprog. Fra 1850'erne blev bogmaal og bogsprog brugt som benævnelse for skriftsproget generelt i modsætning til talesprog og dialekter, men også om dansk skriftsprog i modsætning til nynorsk, som på det tidspunkt oftest benævntes landsmål.
I § 73 i landsskoleloven fra 1889 hedder det at "Skolestyret bestemmer, om Skolens Læse- og Lærebøger skal være affattede paa Landsmaal eller i det almindelige Bogmaal". Denne navnepraksis blev for bokmålets del videreført i forbindelse ændringer i lærerskoleloven i 1929 efter et forslag om at bruge riksmål eller dansk-norsk faldt med henholdsvis 13 mod 22 og 17 mod 18 stemmer i Lagtinget. Dette har siden været regnet som den officielle afgørelse på navnespørgsmålet.

## Bokmål og dansk
Selvom bokmål er baseret på dansk, er der i dag væsentlige forskelle mellem de to sprog. Nogle af de de vigtigste er oplistet i nedenstående tabel.
|                                              | Dansk                    | Bokmål/standard østnorsk | Oslodialekt              |
| -------------------------------------------- | ------------------------ | ------------------------ | ------------------------ |
| Skillet mellem -ene/-erne i bestemt flertall | kvinderne vognene        | kvinnene vognene         | kvinnene vognene         |
| Vestnordiske diftonger                       | hede hø nød              | hei (også hede) høy naut | hei høy naut             |
| Bløde konsonanter (p, t, k)                  | tab mad tag              | tap mat tak              | tap mat tak              |
| Østnorske retroflekser                       | ja /ka:rneval/ /sport/   | ja /ka:ɳeval/ /spoʈ/     | ja /ka:ɳeval/ /spoʈ/     |
| Dansk ordforråd (enkeltord)                  | nej bange vred dreng frø | nei redd sint gutt frosk | nei redd sint gutt frosk |